# Student of the Year
Student of the Year è un film del 2012 diretto da Karan Johar e Abhishek Verma.

## Trama
Dean Yoginder Vashisht, ormai in pensione, si ammala gravemente. Numerosi studenti del suo ultimo anno presso il St. Theresa's College corrono al suo capezzale e, attraverso flashback, ricordano gli eventi del passato tra cui la competizione "Student of the Year".

## Produzione

### Sviluppo

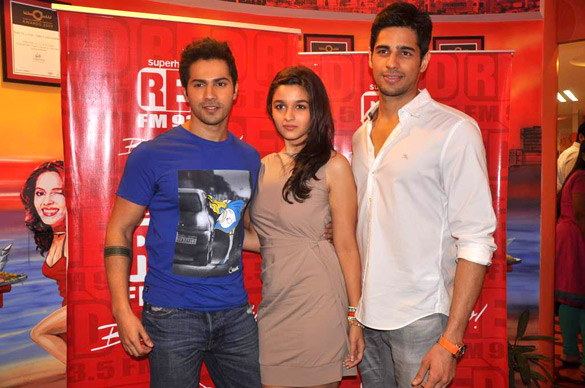
Sidharth Malhotra, Varun Dhawan e Alia Bhatt, protagonisti del film

Il 5 gennaio 2011 Karan Johar caricò il primo poster del suo nuovo film su Twitter. Student of the Year segna il debutto come attori di Alia Bhatt, figlia del regista Mahesh Bhatt, Varun Dhawan, figlio del regista David Dhawan, Sidharth Malhotra e Kayoze Irani.
Malhotra e Dhawan avevano precedentemente lavorato insieme come aiuto registi di Johar durante le riprese del film My Name Is Khan. Rishi Kapoor played a gay dean.
Il primo trailer ufficiale venne rilasciato il 2 agosto 2012. Karan Johar in seguito twittò che il film sarebbe uscito nei cinema il 19 ottobre 2012.